# Velîka Slobidka, Camenița
Velîka Slobidka (în ucraineană Велика Слобідка) este un sat în comuna Ustea din raionul Camenița, regiunea Hmelnîțkîi, Ucraina.

## Demografie
Componența lingvistică a localității Velîka Slobidka
     Ucraineană (100%)
Conform recensământului din 2001, toată populația localității Velîka Slobidka era vorbitoare de ucraineană (100%).